# 阪神ソース
阪神ソース株式会社（はんしんソース）とは、兵庫県神戸市東灘区に本社を置く食料品メーカー。企業名の通りソースの製造販売を主な業務としている。1885年に日本で初めてウスターソースの製造を開始した。阪神ソースは高価格帯の製品を主力としており、贈答品としても広く利用されている。

## 沿革
- 1885年 創業
- 1948年 法人設立